# دنی مسترسون
دانیل پیتر "دنی" مسترسون (به انگلیسی: Daniel Peter "Danny" Masterson) بازیگر، آمریکایی متولد ۱۳ مارس ۱۹۷۶ میلادی است. پدرش پیتر و مادرش کارول نام دارند. برادر وی کریستوفر مسترسون نیز بازیگر است. دنی از سن چهار سالگی مدل مجله‌ها بوده‌است.وی در دادگاهی در لس‌آنجلس به جرم تجاوز جنسی به دو زن، به ۳۰ سال زندان محکوم شد.

## زندگی شخصی
دنی مسترسون یگ علم گرا است. وی در سال ۲۰۰۵ با بیجو فیلیپس آشنا شد. آن‌ها در سال ۲۰۰۹ نامزد شدند و در ۱۸ اکتبر ۲۰۱۱ ازدواج کردند. دختر آن‌ها «فیانا فرانسیس» نام دارد که در ۱۴ فوریه ۲۰۱۴ متولد شد.

## قسمتی از در سال ۲۰۲۳
ما:
- بتهوون، قسمت دوم (۱۹۹۳)
- خدانگهدار عشق (۱
- دراکولای ۲۰۰۰ (۲۰۰۰)
- صورت خندان (۲۰۰۷)
- چرخش (۲۰۰۷)
- مرد پاسخ‌های مثبت (۲۰۰۸)
- اصرار (۲۰۱۶)

## سریال
- نمایش دهه ۷۰
- دار و دسته (۲۰۰۵)
- داستان زندگی هوپ (۲۰۱۱)
- یقه سفید (۲۰۱۱)
- پناهگاه (۲۰۱۳)